# مجد دوقية كارنيولا

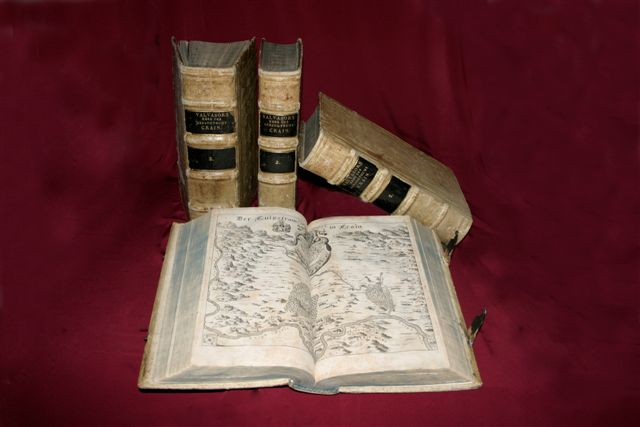
موسوعة مجد دوقية كارنيولا المنشورة في عام 1689

مجد دوقية كارنيولا (بالإنجليزية: The Glory of the Duchy of Carniola)‏ هي موسوعة نُشرت في نورنبرغ عام 1689 للموسوعي يوهان ويكارد فون فالفاسور، وتُعتبر أهم عمل في دوقية كارنيولا (حاليًا سلوفينيا).

## المحتوى
تمت كتابة المختارات باللغة الألمانية العليا الجديدة، وتم نشرها في أربعة مجلدات، مقسمة إلى 15 كتابًا تحتوي على 3552 صفحة كبيرة الحجم و 24 ملحقًا. تم توضيحه ببذخ باستخدام 528 نقشًا على الألواح النحاسية. يشير العمل إلى التاريخ والجغرافيا والطوبوغرافيا والطب وعلم الأحياء والجيولوجيا واللاهوت والعادات والفولكلور لمنطقة كارنيولان التي تشكل جزءًا كبيرًا من سلوفينيا الحالية. كان بإمكان فالفاسور الاعتماد على الروايات القديمة، ومع ذلك كانت المجموعة المدروسة بدقة والسليمة علميًا رائدة في ذلك الوقت. ومن عام 2009 حتى عام 2012، تمت ترجمته إلى السلوفينية بواسطة دوريس وبريموز وبوجيدار ديبنجاك. كان البادئ ومدير المشروع والمحرر والمحرر الفني لمشروع النشر هذا هو توماز تشيك.
كان فالفاسور أول من كتب عن حيوان السمندل. كان ينوي كتابة نوع من قصص الرحلات بدلاً من القاموس، وبالتالي لم يتم ترتيب الإدخالات حسب الترتيب الأبجدي. كما يرش المؤلف الحكايات والقصص الخيالية والقصائد لتنويع التكوين. نظرًا لقلقه من أن الغرباء لا يعرفون منطقته جيدًا، تولى عرض كارنيولا بالكلمات والصور، وقام بتركيب ورشة نحاسية في قلعة بوجنسبيرك بالقرب من ليتيجا ونشر مجموعات من أعماله.